# 티몬과 품바 (애니메이션)
《티몬과 품바》(Timon & Pumbaa)는 극장 애니메이션 《라이온 킹》의 스핀 오프(외전)성격으로 제작된 TV 시리즈 애니메이션이다. 라이온 킹 시리즈의 최고 감초 캐릭터였던 티몬과 품바를 메인으로 하여 구성된 스토리로, 1995년 9월부터 총 7시즌에 걸쳐 85개의 에피소드가 선을 보였다.
'하쿠나 마타타(스와힐리어: Hakuna matata →걱정거리가 없다)'를 신조로 삼고 있는 미어캣 티몬과 혹멧돼지 품바는 그 특유의 낙천적이고 코믹한 행동으로 인해 시리즈 전체에 웃음을 불어넣는 멋진 감초 캐릭터로 자리잡았다. 주인공인 어린 사자 심바를 달래기 위해 매사 "하쿠나 마타타"를 외쳐대던 그들의 인기가 큰 호응을 얻자 1995년에 이들을 주인공으로 한 <티몬과 품바>라는 TV시리즈 애니메이션이 독립적으로 제작되기에 이른다.
《티몬과 품바》는 캐릭터 애니메이션인 만큼 배경을 정글로 한정시키지 않고 세계곳곳 다양한 곳에서 다양한 설정으로 이야기를 꾸려 나간다.심바,라피키,자주,하이에나들 등 라이온 킹에서 등장했던 낯익은 캐릭터들 이외에도 여러 새로운 캐릭터들이 등장하여 신나고 떠들썩한 모험을 그리고 있다.
대한민국에서는 디즈니 만화동산에서 방영된 바 있다.

## 등장인물
티몬(Timon)
성우:네이선 레인, 퀸턴 플린, 케빈 숀(Kevin Schon)(한국어 더빙:장광)
흑멧돼지 품바와 함께 라이온 킹 시리즈에서 찰떡궁합의 콤비를 자랑하던 미어캣.매사에 낙천적이고 수다스럽기 그지없는 모습은 여전한듯.
고민거리 없다는 뜻의'하쿠나 마타타'를 여전히 신조로 하고 있다.
이기적이고 꾀가 많지만 오히려 자기가 그 꾀에 걸려드는 타입.
품바(Pumbaa)
성우:어니 사벨라(Ernie Sabella)(한국어 더빙:송용태)
미어캣 티몬과 둘도 없는 친구인 흑멧돼지. 우둔해 보이지만 사실상 티몬보다 현명하다.
과격한 행동이나 예상치 못한 행동으로 티몬을 놀래키기도 한다.
프레드(Fred)
성우:S.스콧 불럭(Scott Bullock)(한국어 더빙:김준)
티몬의 옛 친구였던 미어캣. 장난이나 농담하기를 무척 좋아하는데 가끔 그게 지나쳐서 티몬을 성가시게 만들 때도 있다.
스피디(Speedy)
성우:코리 버턴
티몬과 품바가 프랑스에서 만난 달팽이.
'스피디'라는 이름은 티몬이 지어 주었다.
심바(Simba)
성우:캠 클라크(한국어 더빙:한호웅)
티몬과 품바의 친구인 사자.
프라이드 랜드의 왕이 되어 바쁘지만
가끔 그들과 만나 놀기도 하는 듯
자주(Zazu)
성우:(한국어 더빙:탁원제)
심바의 충실한 신하로,모든 일을 완벽하게 처리하고
왕의 비서관인만큼 자존심도 세다.
티몬과 품바가 등장하지 않는 몇몇의 에피소드에서 단독으로 등장하기도 한다.
시리즈 내에서 티몬과 품바와 만나는 일은 없어 보인다.
셴지(Shenzi)
성우:트레스 맥닐(한국어 더빙:성선녀)
라이온 킹에 등장했던 하이에나 무리의 리더격인 암컷 하이에나.
티몬과 품바가 등장하지 않는 몇몇의 에피소드에서는 이 하이에나들만이 등장하기도 한다.
마찬가지로 시리즈 내에서 티몬과 품바와 만나는 일은 없어 보인다.
반자이(Banzai)
성우:롭 폴슨(한국어 더빙:최병상)
성격이 급하고 불만덩어리인 하이에나,그러나 셴지에게는 손을 쓰지 못해
그대로 따르는 듯
에드(Ed)
성우:짐 커밍스
대사가 없이 희한한 웃음소리만 내는 하이에나.
악당
성우:(한국어 더빙:최병상)
티몬과 품바의 앞에 나타나 항상 방해를 하는 악당들.
모두가 같은 생김새와 같은 목소리를 가져서 동일인물로 착각되기 쉽지만 동일인물은 아니다.